# Сезар (кінопремія, 2013)
38-ма церемонія вручення нагород премії «Сезар» за заслуги в галузі французького кінематографа за 2012 рік, що відбулася 22 лютого 2013 року в театрі «Шатле» (Париж, Франція). Номінантів було оголошено 25 січня 2013 року. 
Фільм Міхаеля Ханеке «Кохання» став тріумфатором церемонії і переміг у всіх основних категоріях, включно з головною категорією «Найкращий фільм». Картина Ноемі Львовскі «Камілла роздвоюється», яка отримала найбільшу кількість номінацій (13), врешті не удостоїлася жодної нагороди.
Вручення премій транслювалося наживо французьким телеканалом Canal+.

## Статистика
Фільми, що одержали декілька номінацій.
| Фільм                                            | Номінації |
| ------------------------------------------------ | --------- |
| • Камілла роздвоюється / Camille redouble        | 13        |
| • Прощавай, моя королево / Les Adieux à la reine | 10        |
| • Кохання / Amour                                | 10        |
| • Іржа та кістка / De rouille et d'os            | 9         |
| • Корпорація «Святі мотори» / Holy Motors        | 9         |
| • У будинку / Dans la maison                     | 6         |
| • Ім'я / Le Prénom                               | 5         |
| • Кохання на кінчиках пальців                    | 5         |
| • Мій шлях                                       | 5         |
| • За кілька годин до весни                       | 4         |
| • У пошуках Ортанза                              | 2         |
| • Як брати                                       | 2         |
| • Луїза Віммер                                   | 2         |
| • Августина                                      | 2         |

## Список номінантів
| Категорії                            | Номінанти                                                                                            |
| ------------------------------------ | --- |
| Найкращий фільм                      | • Кохання (продюсер: Маргарет Менегоз; режисер: Міхаель Ганеке)                                      |
| Найкращий фільм                      | • Прощавай, моя королево (продюсери: Жан-П'єр Герен та Христина Ларсен; режисер: Бенуа Жако)         |
| Найкращий фільм                      | • Камілла роздвоюється (продюсери: Жан-Луї Ліві і Філіпп Каркассон; режисер: Ноемі Львовскі)         |
| Найкращий фільм                      | • У будинку (продюсери: Ерік Альтмайер та Ніколя Альтмайер; режисер: Франсуа Озон)                   |
| Найкращий фільм                      | • Іржа та кістка (продюсери: Паскаль Кочетов та Грегорі Сорлат; режисер: Жак Одіар)                  |
| Найкращий фільм                      | • Корпорація «Святі мотори» (продюсери: Мартін Маріньяк та Моріс Тіншант; режисер: Леос Каракс)      |
| Найкращий фільм                      | • Ім'я (продюсери: Дмитро Рассам та Жером Сейду; режисери: Матьє Делапорт та Александр де Ла Патель) |
| Найкраща режисура                    | • Міхаель Ганеке — «Кохання»                                                                         |
| Найкраща режисура                    | • Бенуа Жако — «Прощавай, моя королево»                                                              |
| Найкраща режисура                    | • Ноемі Львовскі — «Камілла роздвоюється»                                                            |
| Найкраща режисура                    | • Франсуа Озон — «У будинку»                                                                         |
| Найкраща режисура                    | • Жак Одіар — «Іржа та кістка»                                                                       |
| Найкраща режисура                    | • Леос Каракс — Корпорація «Святі мотори»                                                            |
| Найкраща режисура                    | • Стефан Брізе — «За кілька годин до весни»                                                          |
| Найкраща чоловіча роль               | • Жан-Луї Трентіньян — «Кохання» (за роль Жоржа Лорана)                                              |
| Найкраща чоловіча роль               | • Жан-П'єр Бакрі — «У пошуках Ортанза» (за роль Дам'єна Хауера)                                      |
| Найкраща чоловіча роль               | • Патрік Брюель — «Ім'я» (за роль Венсана Ларше)                                                     |
| Найкраща чоловіча роль               | • Дені Лаван — «Корпорація «Святі мотори»» (за роль месьє Оскара/банкіра/жебрака та ін.)             |
| Найкраща чоловіча роль               | • Венсан Лендон — «За кілька годин до весни» (за роль Алена Еврар)                                   |
| Найкраща чоловіча роль               | • Фабріс Лукіні — «У будинку» (за роль Жермена)                                                      |
| Найкраща чоловіча роль               | • Жеремі Реньє — «Мій шлях» (за роль Клода Франсуа)                                                  |
| Найкраща жіноча роль                 | • Еммануель Ріва — «Кохання» (за роль Анни Лоран)                                                    |
| Найкраща жіноча роль                 | • Маріон Котіяр — «Іржа та кістка» (за роль Стефані)                                                 |
| Найкраща жіноча роль                 | • Катрін Фро — «Палацові смаки» (Les Saveurs du palais) (за роль Ортензії Лабора)                    |
| Найкраща жіноча роль                 | • Ноемі Львовскі — «Камілла роздвоюється» (за роль Камілли Вальян)                                   |
| Найкраща жіноча роль                 | • Коріна Масьєро — «Луїза Віммер» (за роль Луїзи Віммер)                                             |
| Найкраща жіноча роль                 | • Леа Сейду — «Прощавай, моя королево» (за роль Сідоні Лаборд)                                       |
| Найкраща жіноча роль                 | • Елен Венсан — «За кілька годин до весни» (за роль Іветти Еврар)                                    |
| Найкраща чоловіча роль другого плану | • Гійом де Тонкедек — «Ім'я» (за роль Клода)                                                         |
| Найкраща чоловіча роль другого плану | • Самір Гесмі — «Камілла роздвоюється» (за роль Еріка)                                               |
| Найкраща чоловіча роль другого плану | • Бенуа Мажимель — «Мій шлях» (за роль Поля Ледермана)                                               |
| Найкраща чоловіча роль другого плану | • Клод Ріш — «У пошуках Ортанза» (за роль Себастьяна Хауера)                                         |
| Найкраща чоловіча роль другого плану | • Мішель Вюєрмоз — «Камілла роздвоюється» (за роль батька Камілли)                                   |
| Найкраща жіноча роль другого плану   | • Валері Бенґіґі — «Ім'я» (за роль Елізабет)                                                         |
| Найкраща жіноча роль другого плану   | • Жудіт Шемла — «Камілла роздвоюється» (за роль Жозеф)                                               |
| Найкраща жіноча роль другого плану   | • Ізабель Юппер — «Кохання» (за роль Єви Лоран)                                                      |
| Найкраща жіноча роль другого плану   | • Йоланда Моро — «Камілла роздвоюється» (за роль матері Камілли)                                     |
| Найкраща жіноча роль другого плану   | • Едіт Скоб — Корпорація «Святі мотори» (за роль Селін)                                              |
| Найперспективніший актор             | • Фелікс Моаті — «Телегаучо» (Télé gaucho)                                                           |
| Найперспективніший актор             | • Кейсі Моттет Кляйн — «Сестра» (L'Enfant d'en haut)                                                 |
| Найперспективніший актор             | • П'єр Ніне — «Як брати»                                                                             |
| Найперспективніший актор             | • Матіас Шонартс — «Іржа та кістка»                                                                  |
| Найперспективніший актор             | • Ернст Умоер — «У домі»                                                                             |
| Найперспективніша актриса            | • Ізя Іжлен — «Погана дівчина»                                                                       |
| Найперспективніша актриса            | • Еліс Де Ланкесе — «Галопом» (Au galop)                                                             |
| Найперспективніша актриса            | • Лола Деваер — «Чорт візьми!» (Mince alors!)                                                        |
| Найперспективніша актриса            | • Джулія Форе — «Камілла роздвоюється» (за роль Луїзи)                                               |
| Найперспективніша актриса            | • Індія Хайр — «Камілла роздвоюється» (за роль Аліси)                                                |
| Найкращий оригінальний сценарій      | • Бруно Подалідес і Дені Подалідес — «Прощай, Берто, або Похорони бабусі» (Adieu Berthe (film))      |
| Найкращий оригінальний сценарій      | • Міхаель Ганеке — «Кохання»                                                                         |
| Найкращий оригінальний сценарій      | • Ноемі Львовскі, Florence Seyvos, Мод Амелін та П'єр-Олів'є Маттеї — «Камілла роздвоюється»         |
| Найкращий оригінальний сценарій      | • Леос Каракс — Корпорація «Святі мотори»                                                            |
| Найкращий оригінальний сценарій      | • Флоренс Віньона та Стефан Брізе — «За кілька годин до весни»                                       |
| Найкращий адаптований сценарій       | • Люка Бельво — «38 свідків» (38 témoins)                                                            |
| Найкращий адаптований сценарій       | • Жиль Торан та Бенуа Жако — «Прощавай, моя королево»                                                |
| Найкращий адаптований сценарій       | • Франсуа Озон — «У будинку»                                                                         |
| Найкращий адаптований сценарій       | • Жак Одіар і Тома Бідеґен — «Іржа та кістка»                                                        |
| Найкращий адаптований сценарій       | • Матьє Делапорт та Олександр де Ла Патель — «Ім'я»                                                  |
| Найкраща музика до фільму            | • Брюно Куле — «Прощавай, моя королево»                                                              |
| Найкраща музика до фільму            | • Гаетан Руссель та Джозеф Даан — «Камілла роздвоюється»                                             |
| Найкраща музика до фільму            | • Філіпп Ромбі — «У будинку»                                                                         |
| Найкраща музика до фільму            | • Александр Деплен — «Іржа та кістка»                                                                |
| Найкраща музика до фільму            | • Роб і Еммануель Д'Орландо — «Кохання на кінчиках пальців»                                          |
| Найкращий монтаж                     | • Люк Барньє — «Прощавай, моя королево»                                                              |
| Найкращий монтаж                     | • Моніка Віллі — «Кохання»                                                                           |
| Найкращий монтаж                     | • Аннетт Дютертрі та Мішель Клошендле — «Камілла роздвоюється»                                       |
| Найкращий монтаж                     | • Жульєт Вельфлін — «Іржа та кістка»                                                                 |
| Найкращий монтаж                     | • Неллі Квета — Корпорація «Святі мотори»                                                            |
| Найкраща робота оператора            | • Ромен Віндінг — «Прощавай, моя королево»                                                           |
| Найкраща робота оператора            | • Даріус Хонджі — «Кохання»                                                                          |
| Найкраща робота оператора            | • Стефан Фонтен — «Іржа та кістка»                                                                   |
| Найкраща робота оператора            | • Кароліна Шампетьє — Корпорація «Святі мотори»                                                      |
| Найкраща робота оператора            | • Гійом Шиффман — «Кохання на кінчиках пальців»                                                      |
| Найкращі декорації                   | • Катя Вишкоп — «Прощавай, моя королево»                                                             |
| Найкращі декорації                   | • Жан-Венсан П'юзо — «Кохання»                                                                       |
| Найкращі декорації                   | • Філіпп Чіффре — «Мій шлях»                                                                         |
| Найкращі декорації                   | • Флоріан Сансон — Корпорація «Святі мотори»                                                         |
| Найкращі декорації                   | • Сільвія Оліві — «Кохання на кінчиках пальців»                                                      |
| Найкращий дизайн костюмів            | • Крістіан Дабк — «Прощавай, моя королево»                                                           |
| Найкращий дизайн костюмів            | • Паскалін Шаванн — «Августина»                                                                      |
| Найкращий дизайн костюмів            | • Мадлен Фонтен — «Камілла роздвоюється»                                                             |
| Найкращий дизайн костюмів            | • Мімі Лемпіка — «Мій шлях»                                                                          |
| Найкращий дизайн костюмів            | • Шарлотта Давид — «Кохання на кінчиках пальців»                                                     |
| Найкращий звук                       | • Брижіт Тайланьє, Франсіс Варньє та Олів'є Гуенар — «Прощавай, моя королево»                        |
| Найкращий звук                       | • Гійом Сіама, Надін М'юз і Жан-П'єр Лафорс — «Кохання»                                              |
| Найкращий звук                       | • Антуан Дефляндр, Жермен Буле і Ерік Тіссеран — «Мій шлях»                                          |
| Найкращий звук                       | • Брижіт Тайланьє, Паскаль Віллар та Жан-Поль Ур'є — «Іржа та кістка»                                |
| Найкращий звук                       | • Ерван Керзане, Жозефіна Родрігес та Еммануель Крозе — Корпорація «Святі мотори»                    |
| Найкраща дебютний фільм              | • Августина (режисер: Аліс Винокур)                                                                  |
| Найкраща дебютний фільм              | • Як брати (режисер: Юго Желен)                                                                      |
| Найкраща дебютний фільм              | • Луїза Віммер (режисер: Сірил Меннегюн)                                                             |
| Найкраща дебютний фільм              | • Кохання на кінчиках пальців (режисер: Режі Ройнсар)                                                |
| Найкраща дебютний фільм              | • Утримуватися (режисер: Рашид Джайдані)                                                             |
| Найкращий анімаційний фільм          | • Edmond était un âne (реж. Франк Діон)                                                              |
| Найкращий анімаційний фільм          | • Ернест і Селестіна / Ernest et Célestine (режисер: Бенжамін Реннер, Венсан Патар та Стефан Обьє)   |
| Найкращий анімаційний фільм          | • Кірику та чоловіки і жінки / Kirikou et les Hommes et les Femmes (режисер: Мішель Осело)           |
| Найкращий анімаційний фільм          | • Oh Willy (режисер: Emma De Swaef та Marc Roels)                                                    |
| Найкращий анімаційний фільм          | • Зарафа/Zarafa (режисер: Ремі Безансон та Жан-Крістоф Лі)                                           |
| Найкращий документальний фільм       | • Невидимі / Les Invisibles (режисер: Себастьєн Ліфшиц)                                              |
| Найкращий документальний фільм       | • Bovines ou la vraie vie des vaches (режисер: Еммануель Грас)                                       |
| Найкращий документальний фільм       | • Дач, господар пекельних кузень /Duch, le maître des forges de l'enfer (режисер: Рітхі Пань)        |
| Найкращий документальний фільм       | • Щоденник Франції/Journal de France (режисери: Клодін Нугаре та Раймон Депардон)                    |
| Найкращий документальний фільм       | • Les Nouveaux Chiens de garde (режисери: Жиль Балбастр та Яннік Кергоа)                             |
| Найкращий короткометражний фільм     | • Це не фільм про ковбоїв/Ce n'est pas un film de cow-boys (режисер: Бенжамін Паран)                 |
| Найкращий короткометражний фільм     | • Ce qu'il restera de nous (режисер: Венсан Макені)                                                  |
| Найкращий короткометражний фільм     | • Le cri du homard (режисер: Ніколя Гійо)                                                            |
| Найкращий короткометражний фільм     | • Les meutes (режисер: Мануель Шапіра)                                                               |
| Найкращий короткометражний фільм     | • La Vie parisienne (режисер: Венсан Дітші)                                                          |
| Найкращий іноземний фільм            | • Операція «Арго»/Argo (США, режисер: Бен Аффлек)                                                    |
| Найкращий іноземний фільм            | • Бикоголовий/Rundskop (Бельгія, режисер: Міхаель Р. Роскам)                                         |
| Найкращий іноземний фільм            | • Лоранс у будь-якому випадку/Laurence Anyways (Канада, режисер: Ксав'є Долан)                       |
| Найкращий іноземний фільм            | • Осло, 31-го серпня/Oslo, 31. august (Норвегія, режисер: Хоакім Трієр)                              |
| Найкращий іноземний фільм            | • Частка ангелів/The Angels' Share (Велика Британія, режисер: Кен Лоуч)                              |
| Найкращий іноземний фільм            | • Королівський роман/En kongelig affære (Данія, Швеція, Чехія режисер: Нікола Арсель)                |
| Найкращий іноземний фільм            | • Після кохання (Бельгія, режисер: Жоакім Лафосс)                                                    |